# Isola del Sogno
L'isola del Sogno è un'isola del lago di Garda, amministrativamente appartenente al comune di Malcesine.

## Geografia

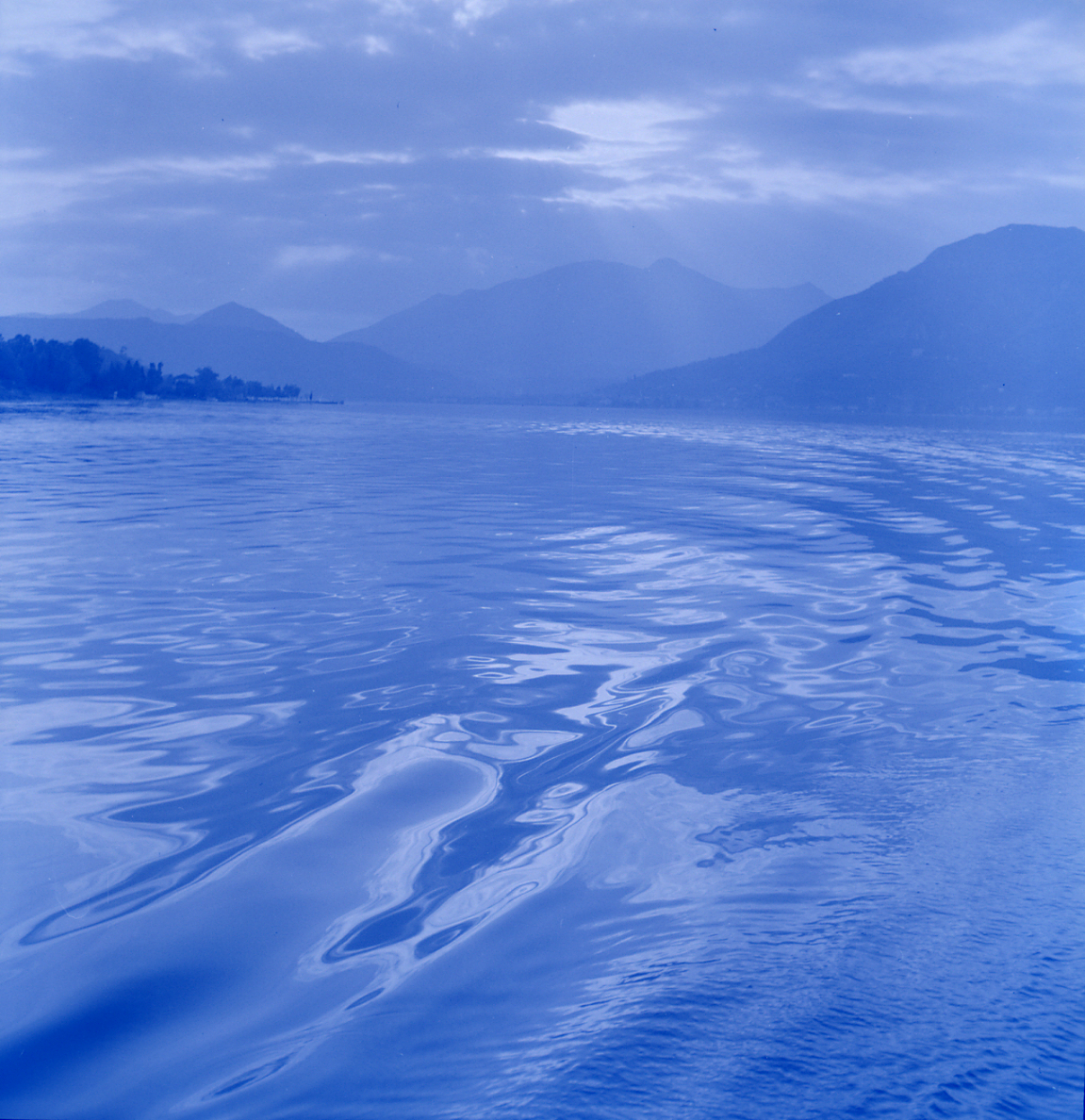
Isola del Sogno, foto di Paolo Monti

Situata tra Malcesine e Brenzone, a soli 20 m dalla costa, si estende per circa 155 m di lunghezza e una larghezza approssimativa di 42 m.

## Storia
Dall'isola si può vedere il relitto di un cabinato in ferro di circa 16 m, che affondò lì nel 1987 e si trova a circa trenta metri di profondità.